# جليل براون
جليل براون (بالإنجليزية: Jalil Brown)‏ هو لاعب كرة قدم أمريكية أمريكي، ولد في 14 أكتوبر 1987 في فينيكس في الولايات المتحدة.

## وصلات خارجية
- جليل براون على موقع مرجع كرة القدم المحترفة.كوم (الإنجليزية)